# موریس ریچاردسون
موریس ریچاردسون (انگلیسی: Maurice Richardson; ۱ ژانویهٔ ۱۹۰۷ – ۱ ژانویهٔ ۱۹۷۸) روزنامه‌نگار، و منتقد ادبی اهل بریتانیا بود.